# Digonogastra pudens
Digonogastra pudens är en stekelart som först beskrevs av Szepligeti 1906.  Digonogastra pudens ingår i släktet Digonogastra och familjen bracksteklar. Inga underarter finns listade i Catalogue of Life.